# Бекерих
Бекерих (на люксембургски: Gemeng Biekerech) е община в Люксембург, окръг Дикирх, кантон Реданж.
Имо обща площ от 28,41 км². Населението ѝ е 2255 души през 2009 година. Неин административен център е село Бекерих.

## Състав
Общината се състои от 8 села:
- Бекерих (Biekerech)
- (Hitten)
- (Huewel)
- (Ielwen)
- (Liewel)
- (Näerden)
- (Uewerpallen)
- (Schweech)